# Jean-Alexandre Talazac
Pour les articles homonymes, voir Talazac (homonymie).
Jean-Alexandre Talazac, né à Bordeaux le 16 mai 1853 et mort à Chatou le 26 décembre 1892, est un ténor français, qui a surtout chanté la musique française du XIXe siècle.

## Biographie
Fils de Paul Talazac, douanier, et de Marthe Donat, il est remarqué pour sa voix. Après une formation au Conservatoire de Bordeaux, il est lauréat au concours d'admission du Conservatoire de Paris et fait ses débuts au Théâtre-Lyrique en 1877. Il entre en 1878 à l'Opéra-Comique et crée Hoffmann, qui sera son grand rôle, dans Les Contes d'Hoffmann de Jacques Offenbach. Il fait entrer dans la troupe de l'Opéra-Comique son compatriote et ami d'enfance Arthur Cobalet, avec lequel il chantera régulièrement.

### Participation aux premières
Il crée les rôles de :
- Hoffmann dans Les Contes d'Hoffmann le 10 février 1881
- Gérald dans Lakmé le 14 avril 1883,
- Le Chevalier des Grieux dans Manon le 19 janvier 1884
- Mylio dans Le Roi d'Ys le 7 mai 1888
- Samson dans Samson et Dalila le 31 octobre 1890

### Carrière internationale
Il chante aussi sur les scènes internationales et se produit en 1889 au Royal Opera House de Londres pour jouer Alfredo dans La Traviata, Faust dans le Faust de Gounod, et Nadir dans Les Pêcheurs de perles. Il chante également à l'Opéra de Monte-Carlo, au théâtre de La Monnaie de Bruxelles et au Teatro Nacional de São Carlos de Lisbonne. 

### Son répertoire
Outre les rôles cités ci-dessus, il interprète aussi les rôles de :
- Joseph dans Joseph et ses frères de Méhul
- Tamino dans La Flûte enchantée de Mozart
- Wilhelm Meister dans Mignon d'Ambroise Thomas
- Fernand dans La Favorite de Donizetti
- Roméo dans Roméo et Juliette de Gounod
- Edgar dans Lucie de Lammermoor de Donizetti
- Raoul dans Les Huguenots de Meyerbeer

### Sa famille
Il se marie en 1880 avec la soprano Hélène Fauvelle, qui arrête alors sa carrière et se consacre aux trois filles issues de son union, dont Marthe, et Odette, épouse du joaillier Georges Aucoc, qui après une carrière de chanteuse se tournera vers le théâtre et deviendra actrice de cinéma.

## Sources
- (de) Jean-Alexandre Talazac sur Operissimo.com